# Scott Camil
Scott Camill (Brooklyn, 19 maggio 1946) è un attivista e militare statunitense, reduce della guerra del Vietnam divenuto poi un attivista del movimento pacifista.

## Giovinezza e arruolamento nel Corpo dei Marines
Scott Camil nasce a Brooklyn (New York) il 19 maggio 1946.
Nel 1950, all'età di quattro anni, i suoi genitori divorziarono e sua madre allora si risposò. Dopodiché, Scott, insieme a sua madre, al suo patrigno e alla sua sorella, si trasferisce in Florida, dove nacquero altri due suoi fratellastri. 
Nel corso della sua giovinezza Camil ha avuto un periodo travagliato, spesso picchiato dal patrigno autoritario, e, occasionalmente, anche dai bambini delle scuole a causa delle sue origini ebraiche.
Durante il liceo, nel 1965, all'età di 19 anni, si arruola volontario nel Corpo dei Marines e affronta 12 settimane di addestramento al Marine Corps Recruit Depot Parris Island di Parris Island (Carolina del Sud) tre giorni dopo il diploma. In seguito all'addestramento viene assegnato nel 1º Battaglione 1° Marines della 1ª Divisione Marine.

## La guerra del Vietnam
Dal 1965 al 1969, con il grado di sergente, ha partecipato a due turni con la Compagnia Charlie durante la guerra del Vietnam come osservatore per l'artiglieria, venendo decorato con dieci onorificenze sul campo di battaglia.
Dopo quattro anni di servizio nei Marines, Camil si congeda definitivamente con onore nel 1969.

## Vita personale
Attualmente vive a Gainesville, in Florida, con la moglie Sherry. Camil lavora inoltre nella politica locale e sta scrivendo una sua autobiografia.

## La canzone di Graham Nash
Nel 1973 il cantautore e compositore Graham Nash ha scritto e registrato la canzone Oh Camil! (The winter soldier) dopo aver ascoltato la testimonianza di Scott Camil nel documentario Winter Soldier uscito nel 1972 e dove diversi reduci raccontano l'atroce esperienza avuta nella Guerra del Vietnam. La canzone venne poi pubblicata, nel medesimo anno, nell'album Wild Tales.